# Radio Corazón (Perú)
Radio Corazón es una estación de radio peruana de música juvenil, milenial y romántica. Su repertorio se compone de canciones en español e inglés de la década de 1990 en adelante. Es propiedad del Grupo RPP.

## Historia

### Primera etapa
La radio fue lanzada al aire el 22 de febrero del 2001 en la frecuencia 96.7 FM, anteriormente ocupada por la estación Clásica 96, la cual cerró sus transmisiones por falta de audiencia. Su programación consistía en emitir baladas de los años 1970 en adelante. En octubre de 2008, Radio Corazón salió del aire debido al lanzamiento de Radio Capital en la misma frecuencia que operaba. A pedido de la audiencia, la estación vuelve a transmitir por internet en diciembre del mismo año.

### Segunda etapa
Radio Corazón regresó al aire el 22 de septiembre de 2012 en la frecuencia 94.3 FM en reemplazo de Radio Bravaza por baja audiencia. 
la estación aumenta su cobertura al nivel nacional con la instalación de estaciones repetidoras en distintos departamentos del país. En mayo de 2017 la emisora agrega el pop latino a su programación, así como canciones de reggaetón con letra romántica debido a la popularidad de este género. 
En noviembre de 2018, la emisora eliminó el reguetón romántico de su oferta y añadió las baladas en inglés y del género de bachata. A partir de inicios de 2019, la radio empieza a emitir vallenatos en la programación habitual. 
Desde el 1 de septiembre de 2020, varias de sus repetidoras a nivel nacional fueron reemplazadas por Radio La Mega, Radio La Zona, Radio Oxígeno, Radio Felicidad, Nuevo Tiempo y Radio Bethel. No obstante, aún emite por internet a través del aplicativo celular AudioPlayer y por su propio sitio web. 
El 10 de junio de 2024, la radio se renovó totalmente en logo, eslogan, voz en off en programas, programación musical y enfoque dejando de pasar música romántica de los 80's en adelante, para pasar  latin pop, latin urban, baladas, bachatas, k-pop, reggaetón, electro, pop rock, pop en español e inglés de los 90's a la actualidad. Dejando de tener un enfoque de radio romántica a un formato juvenil y milenial para ser competencia directa de Radio Disney. Después del cambio de la emisora, la playlist de Corazón en fueron trasladados a sus emisoras hermanas, como Radio Felicidad introdujo más canciones de baladas en español de la década de los años 1990 al 2000, también algunas baladas en inglés de 1960 a 1990. y por último Radio Oxígeno quien agrega más canciones de baladas en inglés y español de la década de los 1980 al 2010, también regresando el programa Rock and Love de domingo a jueves por las noches.

## Frecuencias

### Actual
- Lima - 94.3 FM

### Anteriores

#### Radio Corazón 96.7 (2000-2008)
- Áncash – Huaraz - 96.1 FM (anteriormente fue reemplazada por Radio Capital, actualmente fue reemplazada por Radio La Zona del Grupo RPP) 2000-2004

- Áncash – Chimbote - 93.1 FM (anteriormente reemplazada por Radio La Mega, Radio Felicidad y Radio Oxígeno, actualmente reemplazada por Radio Megamix del Grupo RPP) 2000 - 2004

- Arequipa - 90.3 FM (reemplazada por Radio La Mega del Grupo RPP) 2000 - 2004

- Chiclayo - 95.7 FM (anteriormente reemplazada por Radio La Mega, actualmente reemplazada por Radio Felicidad del Grupo RPP) 2000 - 2004

- Cusco - 89.3 FM (anteriormente reemplazada por Radio La Mega, Radio Felicidad, actualmente reemplazada por Radio Oxígeno del Grupo RPP) 2000 - 2004

- Juliaca - 107.3 FM (anteriormente reemplazada por Radio La Mega, Studio 92 y Radio Oxígeno del Grupo RPP, actualmente reemplazada por una radio local) 2000 - 2004

- Huancayo - 101.9 FM (anteriormente reemplazada por Radio La Mega y Studio 92, actualmente reemplazada por Radio Felicidad del Grupo RPP) 2000 - 2004

- Huánuco - 104.5 FM (anteriormente fue reemplazada por Radio La Mega, actualmente reemplazada por Radio Oxígeno del Grupo RPP) 2000 - 2004

- Piura - 96.1 FM (anteriormente reemplazada por Radio La Mega y Radio Felicidad, actualmente reemplazada por Radio Oxígeno del Grupo RPP) 2000 - 2004

- Piura - Sullana – 102.1 FM (anteriormente reemplazada por Radio La Mega y Radio Felicidad,Radio Capital, actualmente fue reemplazada por Radio La Zona del Grupo RPP) 2000-2004

- Trujillo - 97.5 FM (anteriormente reemplazada por Radio La Mega y Radio Felicidad, actualmente reemplazada por Studio 92) 2000 - 2004

- Quillabamba - 93.3 FM (Reemplazada por Radio la mia (Radio local)) 2000 - 2004

#### Radio Corazón 94.3 (2012 - 2020)
- Abancay - 98.3 FM (anteriormente reemplazada por Radio Felicidad, actualmente reemplazada por Radio MegaMix del Grupo RPP)
- Andahuaylas - 92.5 FM (reemplazada por Radio MegaMix del Grupo RPP)
- Arequipa - 93.5 FM (reemplazada por Radio Oxígeno del Grupo RPP)
- Ayacucho - 89.3 FM (reemplazada por Radio La Zona del Grupo RPP)
- Cajamarca - 96.9 FM (reemplazada por Radio MegaMix del Grupo RPP)
- Camaná - 93.3 FM
- Chiclayo - 98.3 FM (reemplazada por Radio MegaMix del Grupo RPP)
- Chimbote - 93.1 FM (reemplazada por Radio MegaMix del Grupo RPP)
- Cusco - 101.3 FM
- Huánuco - 104.5 FM (anteriormente reemplazada por Radio Felicidad, actualmente reemplazada por Radio MegaMix del Grupo RPP)
- Huacho - 92.7 FM (reemplazada por Radio La Zona del Grupo RPP)
- Huaraz - 88.7 FM (anteriormente reemplazada por Studio 92 y Radio Oxígeno del Grupo RPP, actualmente reemplazada por Radio Exitosa del Corporación Universal)
- Ica - 91.3 FM (reemplazada por Radio MegaMix del Grupo RPP)
- Quillabamba - 102.7 FM (anteriormente reemplazada por Radio MegaMix, reemplazada por Radio La Zona del Grupo RPP)
- Iquitos - 89.5 FM (reemplazada por Radio MegaMix del Grupo RPP)
- Jaén - 103.7 FM (reemplazada por Radio La Zona del Grupo RPP)
- Mollendo - 93.9 FM (anteriormente reemplazada por Radio Oxígeno del Grupo RPP, actualmente reemplazada por radio local)
- Moquegua - 88.3 FM (reemplazada por Radio MegaMix del Grupo RPP)
- Piura - 104.9 FM (reemplazada por Radio MegaMix del Grupo RPP)
- Pucallpa - 89.7 FM (reemplazada por Radio MegaMix del Grupo RPP)
- Tacna - 102.1 FM (reemplazada por Radio Oxígeno del Grupo RPP)
- Tarapoto - 91.1 FM (reemplazada por Radio Bethel)
- Trujillo - 99.9 FM (reemplazada por Radio MegaMix del Grupo RPP)

## Eslóganes

#### Radio Corazón 96.7
- 2000-2002: Enamórate
- 2002-2004: Aquí el amor no es cursi, es real
- 2004-2005: La mejor música de tu corazón
- 2005-2008: La número uno en las baladas de tu corazón

#### Radio Corazón Online
- 2008-2012: La primera radio de baladas por internet

#### Radio Corazón 94.3
- 2012-2014: Más música, más amor
- 2014-2018: Número uno en baladas y bachatas
- 2018-2019: Nueva música, nuevas emociones
- 2019-2024: Única como tú
- Desde 2024: Vive +